# Ruslan Bolov
Ruslan Chasinovič Bolov (in russo Руслан Хасинович Болов?; Nal'čik, 7 maggio 1994) è un calciatore russo, centrocampista del Jetisý.

## Carriera

### Club
Ha giocato nella prima divisione russa ed in quella uzbeka.

### Nazionale
Ha giocato nelle nazionali giovanili russe Under-17, Under-18, Under-19 ed Under-21.

## Palmarès

### Club

#### Competizioni nazionali
- Birinşi Lïga: 1

Oqjetpes: 2022

### Individuale
- Capocannoniere della Birinşi Lïga: 1

2022 (29 reti)
- Miglior giocatore della Birinşi Lïga: 1

2022